# Winston Churchill: The Wilderness Years

Winston Churchill: The Wilderness Years est une série télévisée britannique en 8 épisodes retraçant la vie de Winston Churchill dans les années 1920-1930, écrite et réalisée par Ferdinand Fairfax (it) et diffusée sur ITV en septembre-octobre 1981. Churchill est interprété par Robert Hardy, dont la prestation lui vaudra un BAFTA Award en 1982.

## Distribution
- Robert Hardy : Winston Churchill
- Siân Phillips : Clementine Churchill
- Nigel Havers : Randolph Churchill
- Tim Pigott-Smith : Brendan Bracken
- David Swift : Professeur Frederick Lindemann
- Sherrie Hewson : Mrs. Pearman
- Moray Watson : Major Desmond Morton
- Paul Freeman : Ralph Wigram
- Frank Middlemass : Lord Derby
- Sam Wanamaker : Bernard Baruch
- Peter Barkworth : Stanley Baldwin
- Eric Porter : Neville Chamberlain
- Edward Woodward : Sir Samuel Hoare
- Peter Vaughan : Sir Thomas Inskip
- Robert James : Ramsay MacDonald
- Tony Mathews : Anthony Eden
- Ian Collier : Harold Macmillan
- Clive Swift : Sir Horace Wilson
- Phil Brown : Lord Beaverbrook
- Geoffrey Toone : Louis Kershaw
- Norman Jones : Clement Attlee
- Geoffrey Chater : Douglas Hogg, 1er Vicomte Hailsham
- Stratford Johns : Lord Rothermere
- Norman Bird : Maurice Hanley
- Roger Bizley : Ernst Hanfstaengl
- James Cossins : Lord Lothian
- Guy Deghy : Le roi George V
- Stephen Elliott : William Randolph Hearst
- Günter Meisner : Adolf Hitler
- Frederick Jaeger : Joachim von Ribbentrop
- David Langton : Charles Vane-Tempest-Stewart, 7e Marquis de Londonderry
- Preston Lockwood : Austen Chamberlain
- David Markham : Charles Spencer-Churchill, 9e Duc de Marlborough
- Richard Marner : Ewald von Kleist-Schmenzin
- Llewellyn Rees : Lord Saltsbury
- Terence Rigby : Thomas Dalmahoy Barlow
- Margaret Courtenay : Maxine Elliott
- Merrie Lynn Ross : Marion Davies
- Nigel Stock : Admiral Donvile

## Nominations et récompenses
En 1982, la série a été nommée pour 8 BAFTA Awards :
- Meilleur acteur : Robert Hardy
- Meilleurs costumes : Evangeline Harrison
- Meilleure direction artistique : Roger Murray-Leach
- Meilleure série dramatique : Richard Broke/Ferdinand Fairfax
- Meilleure photographie : Norman G. Langley
- Meilleur montage : Lesley Walker
- Meilleurs maquillages et coiffures : Christine Beveridge/Mary Hillman
- Meilleure musique de télévision : Carl Davis

## Commentaires
Robert Hardy reprendra le rôle de Churchill à trois reprises. Tout d'abord en 1988, dans la  mini-série dramatique Les Orages de la guerre ; l'année suivante dans le téléfilm Bomber Harris ; et enfin, en 2006, dans le 8e épisode de la série télévisée Miss Marple, intitulé Le Mystère de Sittaford.